# Камассей, Филиппо
Филиппо Камассей (итал. Filippo Camassei, 14 сентября 1848, Рим, Папская область — 18 января 1921, Рим, королевство Италия) — итальянский кардинал, Архиепископ Наксоса, Андроса, Тиноса и Миконоса с 18 марта 1904 по 6 декабря 1906. Латинский иерусалимский патриарх с 6 декабря 1906 по 15 декабря 1919. Кардинал-священник с 15 декабря 1919, с титулом церкви Санта-Мария-ин-Арачели с 18 декабря 1919. В 1906—1907 годах — Великий магистр ордена Святого Гроба Господнего Иерусалимского.

## Биография
Филиппо Камассей родился 14 сентября 1848 года в Риме, Италия. После получения богословского образования в Папской семинарии в 1872 году был рукоположён священника, после чего работал в католических приходах в Риме. До 1876 года был секретарём кардинала Раффаэле Монако Ла Валетта. В течение многих лет преподавал в Римской семинарии, с 1889 года Филиппо Камассей был ректором Папского университета Athenaeum. В 1897 году ему было присвоен почётный титул «Папский прелат».
18 марта 1904 года Римский папа Пий X назначил Филиппо Камассея архиепископом Наксоса. 10 апреля 1904 года состоялось рукоположение Филиппо Камассея в епископа, которое совершил кардинал Джироламо Мария Готти в сослужении с архиепископами Пьетро Гаспарри и Эдмундом Стонором.
6 декабря 1906 года Римский папа Пий X назначил Филиппо Камассея иерусалимским патриархом. В 1917 году после того, как турки заняли Иерусалим, скрывался во францисканском монастыре в Назарете. В 1918 году вернулся в Иерусалим.
15 декабря 1919 года Римский папа Бенедикт XV избрал Филиппо Камассея кардиналом с присвоением титула Санта-Мария-ин-Арачели и принял его отставку с кафедры иерусалимского патриарха.
18 января 1921 года Филиппо Камассей скончался в Риме и был похоронен на кладбище Кампо Верано.